# John Giordano
John Read Giordano (31 dicembre 1937) è un direttore d'orchestra, docente, compositore ed ex sassofonista professionista statunitense. È professore associato di musica alla Texas Christian University, direttore musicale emerito della Fort Worth Symphony Orchestra, dove ha lavorato come direttore musicale e direttore d'orchestra per 27 anni, fondatore dell'Orchestra da camera di Fort Worth, presidente della giuria del Concorso pianistico internazionale Van Cliburn dal 1973, direttore musicale emerito dell'orchestra giovanile di Greater Fort Worth, fondatore e direttore del Summer Music Festival and Conservatory del Colorado College, direttore musicale per la musica da camera del Bowdoin Summer Music Festival, International Guest Conductor, compositore pubblicato e arrangiatore con un'ampia discografia premiata.

## Biografia

### Formazione
Giordano possiede i seguenti diplomi:
- 1960 — Texas Christian University, Bachelor of Music Education (composizione)
- Texas Christian University, Master of Music
- Conservatorio Reale di Bruxelles, Bruxelles, Diploma Superieure (Fulbright Scholar)
- University of North Texas, Doctor of Musical Arts

Giordano ha anche studiato all'University of California ed alla Eastman School of Music.  Mentre studiava al Conservatorio di Bruxelles, ha studiato sassofono con Francois Daneels, che è stato riconosciuto come uno dei principali virtuosi di sassofono in Europa.

### Lavori pubblicati e incarichi accademici
- Fantasy, for Alto Saxophone and Piano, Southern Music Co., San Antonio (c1969)
- marzo 1966 — Durante gli studi universitari presso l'University of North Texas College of Music, Giordano è stato nominato direttore assistente della Fort Worth Youth Symphony quando è stata fondata.
- 13 aprile 1966 — Giordano ha presentato in anteprima una composizione per ensemble di sassofono, eseguita dalla Dallas Symphony. Ha composto il lavoro durante la sua partecipazione al Composer-Performer Workshop presso l'University of North Texas. Un'altra delle sue composizioni, costruita con una struttura dodecafonica, è stata interpretata semplicemente dall'orchestra durante le prove.
- 11 luglio 1966 — I reggenti dell'University of North Texas hanno approvato la nomina di Giordano per insegnare al College of Music come artista residente.[2] Giordano prestò servizio all'University of North Texas fino al 1973, quando, un anno prima, fu nominato direttore della Fort Worth Symphony.[3]

### Sassofonista
Giordano è noto come direttore sinfonico, ma ha anche avuto una importante carriera come sassofonista. All'inizio della sua carriera, una delle sue esibizioni degne di nota fu a Londra con la BBC Symphony Chamber Orchestra eseguendo il Concertino da Camera di Jacques Ibert sotto la direzione di Francis Chagrin il 12 maggio 1971.  Nel dicembre 1971 Giordano andò in tournée in Francia e Belgio, suonando il sassofono nei concerti della radio e della televisione fiamminga e francese e nelle città di Tubize, Dinant, Bruxelles, Enghien, Anversa, Parigi, Givet e Marcinelle.

### Famiglia
John Giordano è sposato con Mary Alice Giordano (nata Dammann). Hanno tre figli:
1. Jacqueline Anne Giordano (sposata con Stephen B. Lasko, 1992, Fort Worth)
2. Ellen Elaine Giordano (sposata con Stewart G. Austin, Jr. 1994, Fort Worth)
3. John Bishop Giordano (sposato con Veronica F. Barron, 1995, Fort Worth)